# コネクサント
ロックウェル・インターナショナルの半導体部門がスピンオフして誕生したコネクサント (Conexant) は、かつて存在したNASDAQ上場の半導体企業。
2017年、シナプティクス社に3億4300万USドルで企業買収され、企業としては消滅した。

## 歴史
1983年、デジタル-アナログ変換回路を商用化するために Henry Katzenstein が Brooktree Corporation を創設した。また、1984年、ComStream が創業。ロックウェル・インターナショナルは、1996年9月、Brooktree を買収してロックウェル・セミコンダクタの一部とし、1997年5月、ComStream のブロードバンド関連製品事業を同じくロックウェル・セミコンダクタの一部として吸収した。ロックウェル・セミコンダクタは 1999年1月にロックウェル・インターナショナルからスピンオフして独立し、コネクサントとなった。2017年、シナプティクス社に企業買収・吸収された。 

## 製品系列

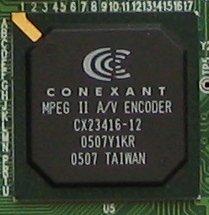
コネクサント製チップ

コネクサントは、モデム、ファクシミリ、現金自動預け払い機などに使われる集積回路では世界有数のメーカーである。2010年現在も、コネクサント製 Softmodem プロセッサはモデム市場での高い市場シェアを保持している。モデム製品の他に、イメージセンサ、HDオーディオコーデック、ビデオエンコーダ・ビデオデコーダの開発、販売も行っている。
Brooktree 買収後、セットトップボックス市場に参入し、TVチューナー用DSP（主にPC用アドオンカードおよびVTR向け）でも大きなシェアを有するようになっている。
2003年、デジタル加入者線 (DSL) や無線ネットワーク (Wi-Fi) 向けの集積回路で有名な GlobespanVirata を吸収合併した。GlobespanVirata のもたらした技術により、コネクサントは家庭と外界を繋ぐあらゆるブロードバンドメディアに関する技術を扱う企業へと成長した。
2004年、H.264とVC-1の技術を保有する Amphion Semiconductor を買収した。これは、コネクサントのライバルであるBroadcomが、コネクサントに H.264 関連の技術を提供していた Sandvideo を戦略的に買収してしまったことへの対抗措置であった。この買収により、HDTV市場への道も保証された。
コネクサントは2002年に半導体工場を Jazz Semiconductor としてスピンオフさせ、ファブレス企業となった。半導体製造は台湾のTSMCやUMC、ドイツ・シンガポールのGLOBALFOUNDRIESに委託している。

## 財務状況
2006年度末現在、過去3年間に渡ってコネクサントの業績は減退している。借金が多く、利子の支払いに悩まされている。債務削減をしないかぎり、投資家の信頼は回復しないとされる。 2008年4月30日に家庭向けブロードバンドメディア処理 (BMP) 事業をNXPセミコンダクターズへ売却、2009年8月24日にはブローバンド関連製品事業をIkanos Communicationsへ売却し債務返済に充てており、着実に経営状態改善を図っている。

## 競合企業
- TI
- ブロードコム
- STM
- インフィニオン
- フリースケール